# چوب‌نما

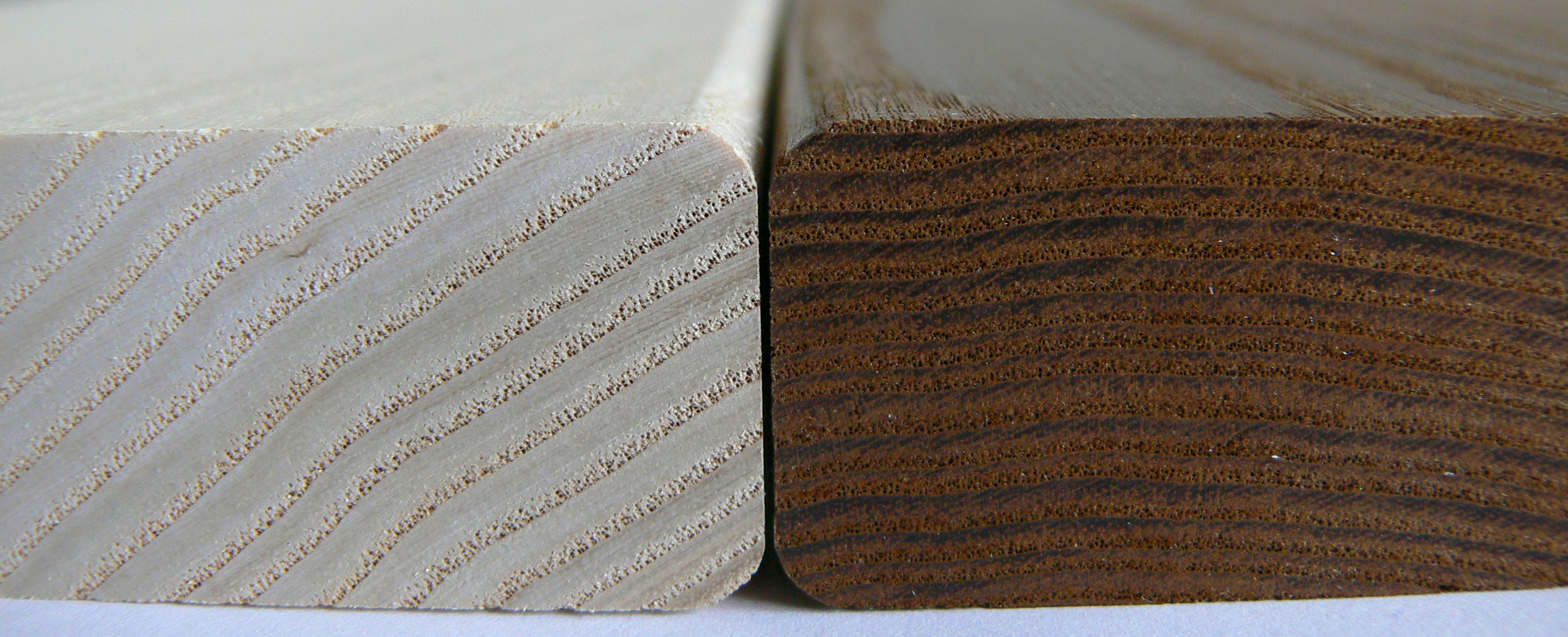
سمت چپ قبل از عملیات وسمت راست بعد از عملیات

چوب‌نما یا ترمووود یا چوب حرارت‌دیده (به انگلیسی: Thermowood) یک فرایند تیمار چوب است که با استفاده از بخار آب و عملیات حرارتی باعث افزایش دوام و طول عمر چوب می‌شود.
این فرایند بسته به نوع چوب، حجم و رطوبت اولیه آن بین ۴۸ تا ۹۶ ساعت به طول می‌انجامد.
این فرایند را می‌توان به ۳ بخش اصلی تقسیم کرد:
- خشک کردن در دمای بالا
- عملیات حرارتی
- خنک کردن

فرایند حرارت دادن به چوب برای مقاوم سازی آن از در عصر وایکینگ ها نیز وجود داشته اما کشور فنلاند اولین کشوری بود که به صورت خیلی جدی به ترمو کردن چوب پرداخت.در این فرایند، درجه حرارت بالای اعمال شده به چوب باعث سوختن یا از بین رفتن عوامل جذب رطوبت و کاهش عمر چوب مانند گلوکز، اسید سیتریک، رزین(صمغ) که در قسمت داخلی چوب هستند می‌شود و بقیه متبلور می‌شوند.
ازبین رفتن این عوامل موجب کاهش چشمگیر جذب رطوب و دفع آفات چوب می‌شود که باعث بهبود خواص فیزیکی چوب، رنگ عالی و طول عمر بسیار بالا می‌شود.
کیفیت چوبی که قرار است برای فرآیند ترمووود استفاده شود بسیار مهم است. چوبی که در طی فرآیند ترمووود استفاده می شود از زمان بیرون آمدن از جنگل کنترل می شود. فرآیند عملیات حرارتی را می توان روی همه گونه های چوب انجام داد.

## ویژگی های ترمووود
فرایند عملیات حرارتی چوب ویژگی های خاصی به آن می دهد ویژگی هایی مانند:
- ثبات ابعادی ترمووود
- مقاوم در برابر شرایط محیطی
- زیبایی ظاهری
- تراکم بیشتر نسبت به چوب خام
- دوام قابل قبول در برابر حرارت
- ضد قارچ، کپک و آفات
- عمر طولانی

## کاربرد
این نوع چوب‌ها به خاطر رنگ منحصر به فرد بیشتر در نمای ساختمان و کفپوش محوطه‌های بیرونی کاربرد دارند.از دیگر کاربرد های چوب ترمووود می توان به استفاده در سونا، دیوار پوش، دکوراسیون داخلی، محوطه سازی، مبلمان فضای باز و کنار استخر ها، فضا سازی های دکوراسیون داخلی و همچنین در برخی موارد مقاوم سازی سطوح اشاره کرد. این فرایند به عنوان عملیات حرارتی می‌تواند روی تمام گونه‌های چوب کاربرد داشته باشد اما امروزه متداول‌ترین گونه‌ها چوب کاج و زبان گنجشک هستند.
روش‌های محافظت از چوب در برابر آفتاب
یکی از بهترین روش‌های محافظت از چوب در برابر اشعه ماورای بنفش خورشید استفاده از رنگ‌های جذبی مخصوص چوب می‌باشد. به گفتهٔ [رنگ‌های جذبی به هیچ عنوان پوسته پوسته نمی‌شوند و ماندگاری طولانی مدت دارند.

## فرایند حرارت دهی در تولید ترمووود
فرآیند ترموود کردن، یک روش اصلاح حرارتی است که با استفاده از بخار آب، چوب را خشک و مقاوم می‌کند. در این فرآیند، حرارت مغز چوب به دمای میانگین ۱۷۰ تا ۲۱۵ درجه سانتیگراد می‌رسد و رطوبت آن به حدود ۶ درصد کاهش می‌یابد. این باعث پاکسازی چوب از جانوران و حشرات موجود در آن می‌شود و چوب به طور کامل مقاوم و با طول عمر بیشتری تولید می‌شود. مهمتر اینکه، در این فرآیند از هیچ ماده شیمیایی استفاده نمی‌شود و محصول نهایی کاملاً سازگار با محیط زیست است.

### سه مرحله اصلی تولید ترمووود
1. برش، چیدمان، حرارت دهی اولیه: در این مرحله، چوب به ابعاد مورد نظر برش خورده و براساس نیاز مشتری در دستگاه مناسب چیده می‌شود. سپس با استفاده از بخار آب، دما به حدود ۱۰۰ درجه سانتیگراد افزایش می‌یابد و به مرور زمان دما به حدود ۱۴۰ درجه سانتیگراد افزایش پیدا می‌کند. در این مرحله، چوب به‌طور کامل خشک شده و رطوبت آن به صفر می‌رسد.
2. حرارت دهی اصلی: در این مرحله، دمای چوب به تدریج افزایش می‌یابد و به حدود ۱۷۰ تا ۲۱۵ درجه سانتیگراد می‌رسد. چوب برای مدتی در این دما نگه‌داشته می‌شود و اکسیژن در دستگاه حضور ندارد که باعث می‌شود امکان سوختن چوب وجود نداشته باشد. در این مرحله، تمامی قسمت‌های چوب تا مغز آن به رنگ قهوه‌ای روشن درمی‌آید و رطوبت چوب کاملاً خارج می‌شود.
3. تقلیل رطوبت: در مرحله سوم، با پاشیدن آب بر روی چوب، دما کاهش می‌یابد تا رطوبت چوب به میزان مورد نظر حدود ۶ درصد برسد. در نهایت، چوب حاصل در برابر حشرات، شرایط جوی، و تغییرات شکل، مقاومت فراوانی به دست می‌آورد.